# 阿亚拉大道
阿亚拉大街（英語：Ayala Avenue）是菲律宾马加智的一条主干道，也是马尼拉大都会最繁忙的街道之一。它始于桑托斯大道（Epifanio de los Santos Avenue），止于大都会大街（Metropolitan Avenue），穿过马加智中央商务区的心脏。阿亚拉大街沿街有许多商务机构，被称为“菲律宾的华尔街”，於1970及80年代曾被稱為「菲律賓的麥迪遜大道」。

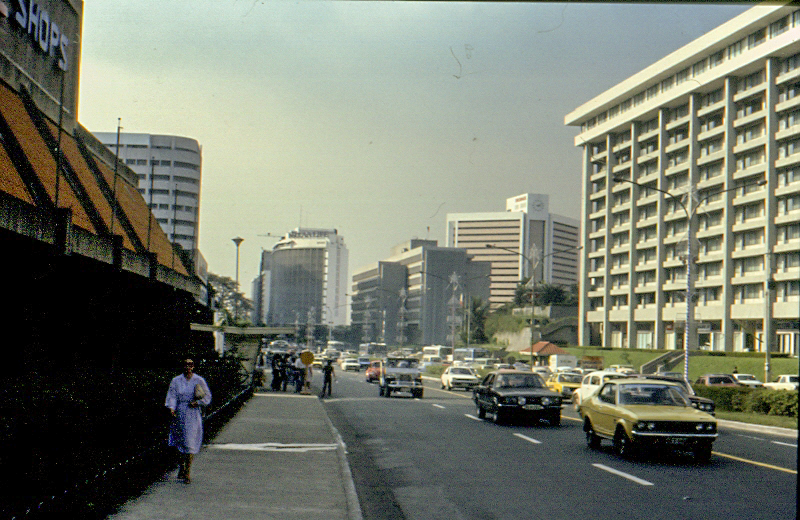
阿亚拉大街, 1982年

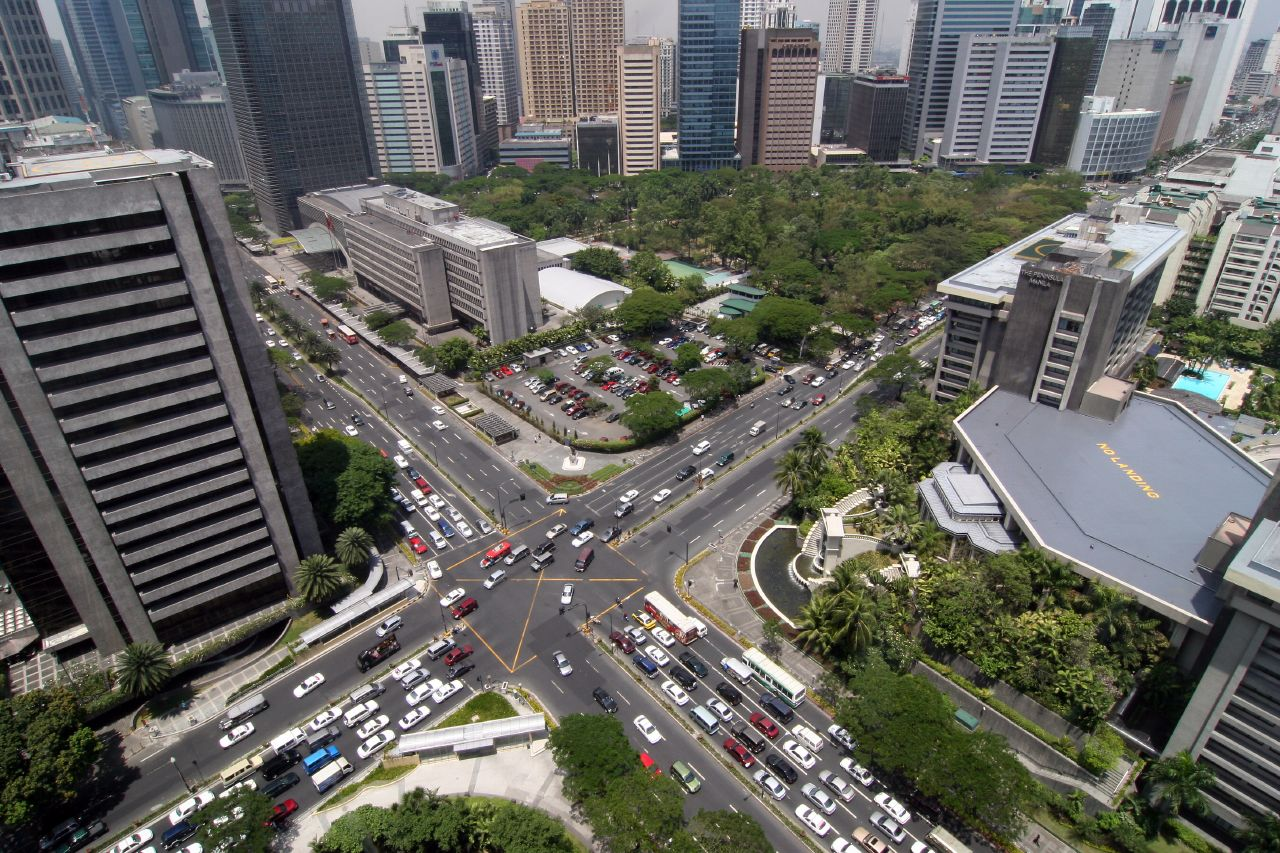

## 外部連結
- Makati CBD （页面存档备份，存于）